# Rio Negro (Paraná)
Pour les articles homonymes, voir Rio Negro.
Rio Negro est une ville brésilienne de l'État du Paraná.

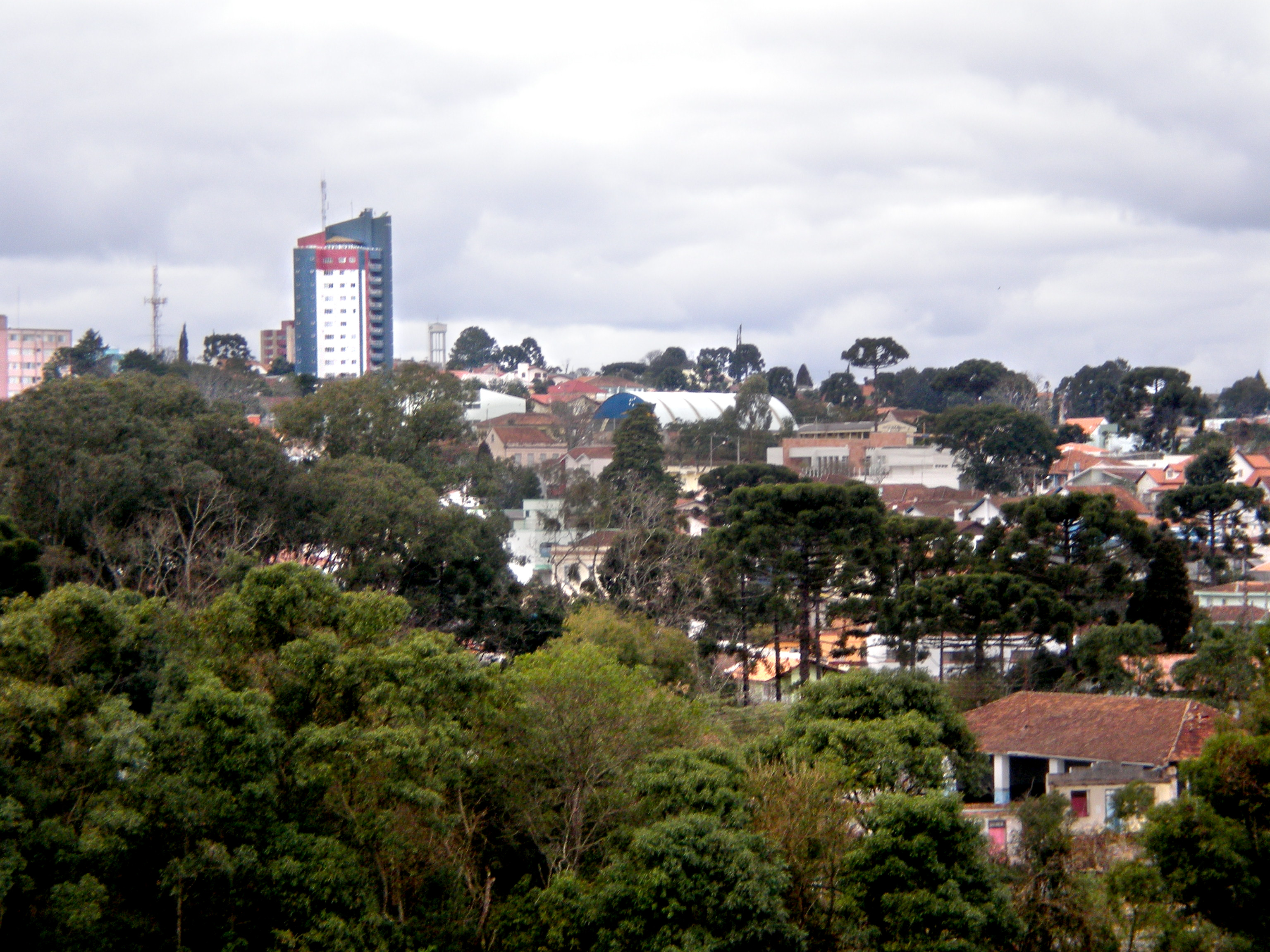
Ville de Río Negro (Paraná)

## Maires
| Période | Période | Identité                | Étiquette | Qualité |
| ------- | ------- | ----------------------- | --------- | ------- |
| 2009    | 2012    | Alceu Ricardo Swarowski | PSDB      |         |